# John Elkann
John Philip Jacob Elkann (Nova Iorque, 1 de abril de 1976) é um empresário industrial ítalo-estadunidense. Em 1997, ele se tornou o herdeiro escolhido de seu avô Gianni Agnelli, após a morte do sobrinho de Gianni, Giovanni Alberto Agnelli, e desde 2004 lidera a família Agnelli, uma dinastia de empresários italiana. Ele preside a montadora Stellantis e é o diretor-executivo da Exor, a holding controlada pela família Agnelli, que também é dona da PartnerRe e detém participação majoritária na Ferrari, CNH Industrial e Juventus F.C. e The Economist Group.

## Biografia

### Infância e Formação
Nascido em Nova Iorque, John Elkann é o filho mais velho de Alain Elkann, jornalista e escritor franco-italiano, e de Bené Roma, e de sua primeira esposa italiana, Margherita Agnelli.
Seus pais se divorciaram em 1981 e ambos se casaram novamente. Os avós maternos de Elkann eram o empresário Gianni Agnelli e a socialite italiana Marella Agnelli (nascida Donna Marella Caracciolo di Castagneto). Seu tio-avô paterno era o banqueiro Ettore Ovazza.
Ele tem um irmão, Lapo, e uma irmã, Ginevra, além de cinco meios-irmãos e meias-irmãs do segundo casamento de sua mãe, agora Margherita Agnelli de Pahlen, com Serge de Pahlen. Seus meios-irmãos e meias-irmãs mais jovens são: Maria de Pahlen (nascida em 1983), Pierre de Pahlen (nascido em 1986), as gêmeas Sophie e Anna de Pahlen (nascidas em 1988) e Tatiana de Pahlen (nascida em 1990).
Elkann realiza seus estudos primários no Reino Unido e no Brasil, antes de sua família se estabelecer em Paris (França), onde ele conclui seu ensino médio científico no Lycée Victor-Duruy em 1994. Pouco depois, no mesmo ano, ele se muda para a Itália para frequentar os cursos da Universidade Politécnica de Turim, onde se forma em engenharia em 2000; sua tese foi inteiramente dedicada ao comércio eletrônico e leilões online. Como resultado de sua educação internacional, ele é fluente em quatro idiomas, incluindo italiano, inglês, francês e português.

## Carreira
Em julho de 2018, foi nomeado presidente executivo da Ferrari após Sergio Marchionne deixar o cargo devido a problemas de saúde. Em dezembro de 2020, Elkann tornou-se diretor-executivo temporário após a saída de Louis Camilleri. Em 9 de junho de 2021, a Ferrari anunciou que Elkann deixaria o cargo de diretor-executivo interino, com Benedetto Vigna assumindo o antigo cargo de Camilleri em 1 de setembro.